# Pedro García Cuartango
Pedro García Cuartango (Miranda de Ebro, Burgos, 1955) es un periodista español, columnista del periódico ABC.

## Biografía
Nació en 1955 en la localidad burgalesa de Miranda de Ebro. Es licenciado en Ciencias de la Información por la Universidad Complutense de Madrid. Está casado y tiene cuatro hijas.

### Trayectoria
Comenzó su actividad profesional en 1977 en Radio Nacional de Cáceres como redactor. En 1979 se incorporó a Actualidad Electrónica, el primer semanario sobre electrónica e informática en español. Fue nombrado director de este semanario en 1981. Asesoró en los trabajos del primer Plan Electrónico Nacional, siendo citado a comparecer por el Congreso de los Diputados como experto.
En 1986 se incorporó a la redacción de Cinco Días. Al año siguiente, formó parte de equipo fundacional del semanario El Globo. En 1988 se incorporó a la redacción de Diario 16, donde fue nombrado redactor jefe de la sección de Economía en 1989.
Formó parte del equipo fundacional del diario El Sol, al que se incorporó como subdirector en 1990.
En mayo de 1992 fichó por El Mundo como redactor jefe. En 2000 fue nombrado subdirector y responsable de la sección de opinión, en la que ya trabajaba como editorialista desde 1993. En febrero de 2014 fue nombrado adjunto al director y responsable del suplemento EM/2 Cultura. El 25 de mayo de 2016 fue nombrado director del diario de Unidad Editorial, puesto en el que permaneció hasta su destitución en mayo de 2017.
Publicó desde 2005 hasta agosto de 2015 la serie Vidas paralelas en El Mundo, en las que comparaba personajes históricos del pasado con figuras políticas del presente. Una selección de estos textos fue editada como libro en formato digital.
Ha publicado en 2020 “Elogio de la quietud”, una recopilación de escritos y columnas sobre su etapa en París, su infancia, sus viajes y sus aficiones literarias y cinematográficas.
En septiembre de 2021 ha publicado “Anatomía de la traición”, un libro sobre el mundo del espionaje en el que se incluyen las biografías de los grandes espías del siglo XX con una reflexión sobre los conceptos de lealtad y traición. Su tercer libro, publicado en abril de 2023, es “España mágica”, una viaje hacia las raíces culturales e históricas de nuestro país. En marzo de 2024, publicó "Iluminaciones", en el que recoge escritos sobre literatura, cine y música. Su último libro, aparecido en mayo de 2025, es "El enigma de Dios", un texto en el que recorre lo que se ha dicho y escrito sobre Dios a lo largo de la historia de la filosofía.
Ha sido secretario de la Asociación de Periodistas Económicos (APIE) y profesor de la Facultad de Ciencias de la Información.
Ha sido galardonado con diversos premios periodísticos, entre ellos, el Raúl Del Pozo y el Premio Bravo de la Conferencia Episcopal. El último ha sido el Luca de Tena, fallado en mayo de 2023, que distingue una trayectoria periodística.
Desde octubre de 2017 es columnista en ABC. Colabora habitualmente en TVE y la Sexta.